# Turnen

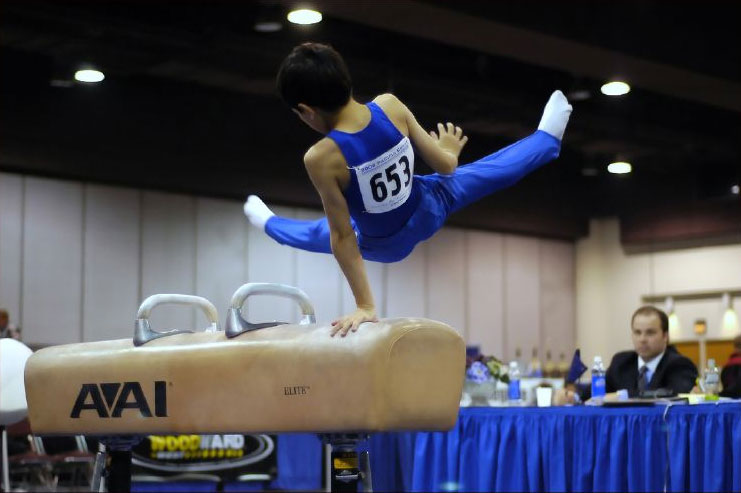
Turnen op het paard.

Toestelturnen of kortweg turnen is een sport die wordt uitgevoerd met behulp van toestellen. Bij vrouwen zijn de verschillende onderdelen vloer, brug met ongelijke leggers, sprong en balk, en bij mannen zijn dit ringen, rekstok, vloer, paard met bogen, sprong en brug met gelijke leggers. Turnen is een onderdeel op de Olympische Spelen, en wordt gereguleerd door de FIG. Het (toestel)turnen is een onderdeel van de gymnastieksport.

## Geschiedenis

### Internationaal
Turnen was al bekend in de tijd van de Romeinen, die het ars gymnastica (gymnastiekkunst) noemden. De basisvormen van de huidige turntoestellen en turnbewegingen werden echter ontwikkeld in de 19e eeuw door Friedrich Ludwig Jahn, de grondlegger van de Duitse school. In 1811 opende Jahn op de Heiseheide bij Berlijn de eerste Turnplatz. Samen met zijn leerling Ernst Eiselen ontwierp hij turntoestellen, onder andere de brug en de rekstok. 
In 1811 richtte Nicolaas Cupérus in Luik de FIG op. Aanvankelijk had deze koepel-organisatie voor het turnen slechts 3 leden: Belgie, Nederland en Frankrijk. In 1921 veranderde de organisatie van naam en werd ze de "internationale federatie voor de gymnastiek". Het is wereldwijd de oudste internationale sportorganisatie.
Vanaf de eerste moderne Olympische Spelen in 1896 was turnen een Olympische Sport, vrouwen mochten echter pas meedoen sinds 1928.

### Nederland
In Nederland ontstond de eerste gymnastiekvereniging in 1830. Op 15 maart 1886 werd het Nederlandse Gymnastiek Verbond opgericht. Vijftig jaar later mocht dit verbond zich Koninklijk noemen en sindsdien heeft het zich ontwikkeld tot een sportbond van meer dan een kwart miljoen leden. Later volgde een fusie met de NKGB (Nederlandse Katholieke Gymnastiek Bond), en gingen de beide organisaties verder als de Koninklijke Nederlandse Gymnastiek Bond (KNGB). Sinds het seizoen 1999/2000 zijn de KNGB en de christelijke bond Koninklijk Nederlands Christelijk Gymnastiek Verbond (KNCGV) gefuseerd tot de huidige Koninklijke Nederlandse Gymnastiek Unie (KNGU). Bij de christelijke bond turnde men op 5 toestellen, terwijl bij de KNGB op 6 toestellen werd geturnd. Door de fusie werden enkele regels voor het wedstrijdturnen gewijzigd voor een tijdelijke periode van drie jaar, behalve in de A-lijn (het hoogste niveau). Een van deze tijdelijke veranderingen was dat het toestel waarop het slechtst gepresteerd was niet meetelde in de puntentelling.

### België
In 1865 richtte Nicolaas Cupérus ook de Koninklijke Belgische Turnbond op. Dit is de oudste sportfederatie van België. Door de federalisering bestaat de bond sinds 1977 uit 2 vleugels: GymnastiekFederatie Vlaanderen (GymFed) en de Fédération francophone de gymnastique. 

## De toestellen

### Overzicht
Er zijn zes verschillende onderdelen voor het herenturnen en vier verschillende voor het damesturnen.
Heren: 6 toestellen (in olympische volgorde)
- Vloer
- Paard met bogen
- Ringen
- Sprong
- Brug met gelijke leggers
- Rekstok

Dames: 4 toestellen (in olympische volgorde)
- Sprong
- Brug met ongelijke leggers
- Evenwichtsbalk
- Vloer

### Sprong (dames en heren)
Vroeger was sprong verschillend voor dames en heren: de heren sprongen in de lengterichting van het paard en de dames in de breedte. Omdat door de toenemende moeilijkheidsgraad van de sprongen het klassieke paard onveilig was geworden, is het paard sinds 2002 vervangen door de 'Pegasus'.

### Vloer (dames en heren)
Bij de vrije oefening vloer doen de dames hun oefening op (instrumentale) muziek en de heren zonder. De oefening van de mannen duurt 60 tot 70 seconden, en van de vrouwen 90 seconden. 

### Paard (heren)
Op het paard met bogen is het de bedoeling dat de turner niet met zijn lichaam tegen het toestel komt. Er zijn oefeningen met de benen samen en met de benen apart ("scharen"). De routine eindigt met een afsprong.

### Ringen (heren)
Een ringoefening bestaat uit statische onderdelen, zwaaionderdelen en de afsprong. Statische onderdelen zoals handstand kosten zeer veel kracht. Voorbeelden van typische zwaaionderdelen in de ringen zijn de disloque en de inloque. De routine eindigt met een afsprong.

### Brug met gelijke leggers (heren)
De Brug met gelijke leggers wordt ook wel herenbrug genoemd. Op de herenbrug kunnen verschillende soorten elementen worden geturnd, zoals zwaaien, kiepen, statische elementen en vluchtelementen. De routine eindigt met een afsprong.

### Rekstok (heren)
De elementen die aan de rekstok worden geturnd zijn vooral zwaai-elementen en vluchtelementen. Een bekend voorbeeld van een zwaai-element is de reuzenzwaai. De routine eindigt met een afsprong.

### Brug met ongelijke leggers (dames)
Aan de ongelijke leggers kunnen verschillende soorten elementen worden geturnd, zoals zwaaien, kiepen, statische elementen (zoals handstand) en vluchtelementen (zoals de paksalto). De routine eindigt met een afsprong.

### Balk (dames)
Bij de balk is het de bedoeling zo moeilijk mogelijke acrobatische technieken uit te voeren zonder het evenwicht te verliezen. De routine eindigt met een afsprong.

## Wedstrijden

### Verloop van wedstrijden
Wedstrijden op internationaal niveau zijn gespreid over meerdere dagen: de kwalificaties, de teamfinale, de meerkampfinale en de toestelfinales.
De scores van de kwalificaties worden enkel gebruikt om te bepalen welke landen en welke individuele gymnasten mogen doorgaan naar de finales. 
In de teamfinale strijden teams van verschillende landen tegen elkaar. Er zijn maximaal vier gymnasten per team, waarvan er drie per toestel meedoen. Alle scores worden per land opgeteld.
In de meerkampfinale turnen individuele gymnasten op alle toestellen. Hun totaalscore bepaalt hun ranking. 
Per toestel is er dan ook nog een toestelfinale, met individuele gymnasten.

### Puntentelling
De puntentelling is vastgesteld in de Code of points, een boek gereguleerd door de FIG. 
Een jury geeft elke gymnast punten op 2 aspecten: de D-score en de E-score. De D-score is de moeilijkheidsgraad (met de D van Difficulty), en de E-score is de uitvoering (E van Execution). De E-score is op 10. Elke gymnast begint met 10 op 10 en er worden punten afgetrokken per fout(je). Bij de D-score is er geen maximum, de moeilijkheidsgraad (en dus de hoeveelheid punten) ligt vast voor elk turnelement.

### Leeftijdscategorieën
Voor wedstrijdturnen zijn leeftijdscategorieën ingesteld. Bij de mannen ben je vanaf 18 jaar een "senior" en kan je meedoen op topsportniveau, bij de vrouwen is dat vanaf 16 jaar.

### Internationale wedstrijden
Gymnastiek op de Olympische Spelen vindt om de 4 jaar plaats.
De wereldkampioenschappen turnen worden elk jaar georganiseerd, behalve in de jaren van de Olympische Spelen. Het jaar nà de Olympische Spelen zijn er enkel individuele wedstrijden, geen teamcompetities.
De Europese kampioenschappen worden elk jaar georganiseerd, maar niet in hetzelfde format. Elk jaar zijn er toestelfinales, in de even jaren is er een teamfinale en in de oneven jaren is er een (individuele) meerkampfinale.

## Kleding
Op wedstrijden bestaan strikte regels voor kledij. Bij overtredingen kunnen door de juryleden punten worden afgetrokken. De kledingvoorschriften zijn daarom opgenomen in de jureringregels (Code of Points) van de FIG.

### Kledij heren
Heren dragen een singlet (mouwloos T-shirt). Sokken en/of turnschoentjes zijn toegestaan, maar niet verplicht, turnen op blote voeten is ook mogelijk. Donkere kleuren voor de kleding zijn niet toegestaan. 
- Paard (voltige), ringen, rekstok, brug: lange gymnastiekbroek.
- Sprong en vloer: lange of korte broek.

### Kledij dames
Dames dragen tijdens wedstrijden verplicht een turnpakje. Het mag geen smalle schouderbandjes hebben; de keuze voor een pakje met of zonder mouwen is vrij. Het ondergoed mag niet onder het pakje uitkomen. 
Het dragen van sokken en/of turnschoentjes is bij de dames toegestaan, maar voor geen enkele oefening verplicht. In de meeste gevallen turnen dames op blote voeten.

### Accessoires en hulpmiddelen
Bij rekstok, brug en ringen kan men gebruik maken van zogeheten "leertjes". Dat zijn een soort handschoentjes die de handen beschermen tegen blaren. Verder zorgen ze ook voor meer grip, maar het belangrijkste is dat ze de krachten van de handen overbrengen naar de polsen. 
Bij het turnen wordt verder dikwijls magnesiumcarbonaat gebruikt. Ook dit dient om betere grip op de toestellen te krijgen, magnesiumcarbonaat zorgt er namelijk voor dat je geen zweethanden krijgt.
Sieraden zijn absoluut verboden, uit veiligheid.

## Belangrijke gymnasten
- Vitali Tsjerbo (Sovjet-Unie, 1972) is bij de mannen de grote recordhouder.
- Oksana Tsjoesovitina (Oezbekistan, 1975) heeft als enige gymnast(e) ooit aan 8 Olympische Spelen meegedaan.
- Svetlana Chorkina (Rusland, 1979) is beschouwd als een van de beste gymnasten wereldwijd.
- Epke Zonderland (Nederland, 1986) is Nederlands Olympisch kampioen rekstok.
- Simone Biles (USA, 1997) heeft de meeste medailles aller tijden (bij mannen en vrouwen).
- Nina Derwael (België, 2000) is Belgisch Olympisch kampioen op de brug.